# Come sempre a Natale
Come sempre a Natale (Så var det jul igjen) è un film del 2023 diretto da Petter Holmsen.

## Trama
Thea decide di festeggiare il suo fidanzamento con Jashan trascorrendo il Natale a casa dei suoi genitori. Le diverse tradizioni trasformerà il Natale uno scontro di culture che provocherà il caos.

## Distribuzione
Il film è stato distribuito sulla piattaforma Netflix a partire dal 07 dicembre 2023.